# 加贊庫盧
加贊庫盧 （Gazankulu）是南非白人種族主義者建立的一個班圖斯坦，位於德蘭士瓦以安置尚加納族之用。1971年宣佈「自治」。1994年重返南非，現為林波波省的一部份。